# Kang Kyung-il
Kang Kyung-il (ur. 25 października 1976) – południowokoreański zapaśnik w stylu klsycznym. Trzykrotny uczestnik mistrzostw świata, ósmy w 2001. Zdobył złoty medal na igrzyskach azjatyckich w 2002; siódmy w 2006. Najlepszy na igrzyskach Wschodniej Azji w 2001. Piąty na mistrzostwach Azji w 2005. Srebrny medal na igrzyskach wojskowych w 1999. Drugi w Pucharze Azji w 2003. Wicemistrz świata juniorów w 1994 roku.